# Thierry Sabine

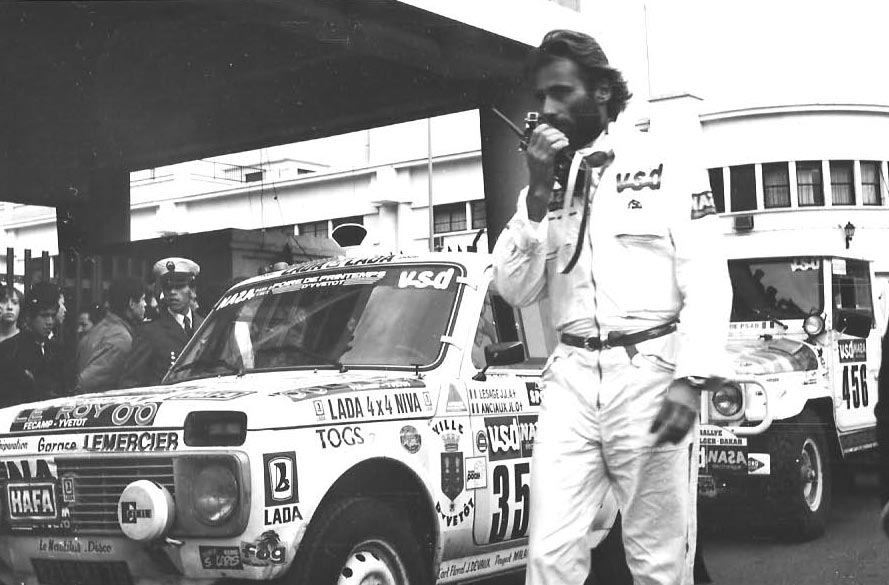
Sabine tijdens de Parijs-Dakar Rally in 1986

Thierry Sabine (Neuilly-sur-Seine, 13 juni 1949 - Sahara, 14 januari 1986) was een Frans coureur, oprichter en hoofdorganisator van de Dakar Rally.
In 1977 verdwaalde Thierry Sabine in de woestijn tijdens de Abidjan-Nice rally, waarna hij iedereen de kans wilde geven de woestijn te trotseren en zijn of haar grenzen op te zoeken. In december 1977 verzorgde hij een rally die van start ging in Parijs, en zijn finish kende in Dakar. Dit was het begin van de inmiddels wereldberoemde Dakar Rally, waarvan hij de hoofdorganisator werd. Tijdens de editie van 1986 kwam hij om het leven bij een helikoptercrash, niet ver met de grens van Mali en Burkina Faso, toen het toestel in een zandstorm terechtkwam en neerstortte. Alle vijf inzittenden kwamen om het leven, waaronder ook de Franse zanger Daniel Balavoine, die mee was op uitnodiging.
Sabine had een rol in de film A Man and a Woman, 20 Years Later, die in 1986 uitkwam.